# Nepal en los Juegos Olímpicos de Seúl 1988
Nepal estuvo representado en los Juegos Olímpicos de Seúl 1988 por un total de 16 deportistas, 13 hombres y 3 mujeres, que compitieron en 5 deportes.
El portador de la bandera en la ceremonia de apertura fue el atleta Krishna Bahadur Basnet. El equipo olímpico nepalí no obtuvo ninguna medalla en estos Juegos.